# Dylan Bahamboula
Dylan Bahamboula (ur. 22 maja 1995 w Corbeil-Essonnes) – kongijski piłkarz występujący na pozycji pomocnika, zawodnik Carsko Seło Sofia. Reprezentant Konga.

## Życiorys
Posiada także obywatelstwo francuskie.

### Kariera klubowa
W latach 2013–2016 występował w rezerwach monakijskiego klubu AS Monaco FC. W pierwszej drużynie AS Monaco FC zadebiutował 21 stycznia 2015 na stadionie Ludwika II (Fontvieille, Monako) w wygranym 2:0 meczu Pucharu Francji przeciwko Evian Thonon Gaillard FC. 21 lipca 2015 został wypożyczony do francuskiego klubu Paris FC z Ligue 2, umowa na jeden sezon. W lipcu 2016 przeszedł do Dijon FCO z Ligue 1, skąd w 2018 wypożyczony był na sześć miesięcy do Gazélec Ajaccio. 20 lipca 2018 podpisał kontrakt z rumuńskim zespołem Astra Giurgiu z Liga I. 10 stycznia 2019 został zawodnikiem algierskiej drużyny CS Constantine z Championnat National de Première Division.
3 października 2019 podpisał kontrakt z bułgarskim klubem Carsko Seło Sofia z Pyrwa profesionałna futbołna liga, lecz algierski sąd konstytucyjny w Konstantynie zakwestionował tę umowę.

### Kariera reprezentacyjna
W reprezentacji Konga zadebiutował 10 czerwca 2017 na stadionie Stade des Martyrs (Kinszasa, Demokratyczna Republika Konga) podczas kwalifikacji do Pucharu Narodów Afryki 2019 w przegranym 1:3 meczu przeciwko reprezentacji Demokratycznej Republiki Konga.